# Lobodillo aerarius
Lobodillo aerarius är en kräftdjursart som först beskrevs av Barnard 1937.  Lobodillo aerarius ingår i släktet Lobodillo och familjen Armadillidae. Inga underarter finns listade i Catalogue of Life.